# کارل جنکینز
کارل جنکینز (انگلیسی: Karl Jenkins؛ زادهٔ ۱۷ فوریهٔ ۱۹۴۴) آهنگساز و موسیقی‌دان اهل بریتانیا است که از سال ۱۹۷۰ میلادی تاکنون مشغول فعالیت بوده‌است. او از اعضای گروه موسیقی سافت مشین بود. از آثار مشهورش مجموعه‌آلبوم ادیموس (Adiemus) را می‌توان نام برد.